# Киелевяйнен, Ваассила
Ваа́ссила Киелевя́йнен (1755—1840) — карельский сказитель, рунопевец.

## Биография
Родился в крестьянской семье, карел.
В 1833 году, в ходе экспедиции, финский фольклорист Элиас Лённрот встречался с Киелевяйненом и записал от него ряд эпических песен и заговоров, которые в дальнейшем вошли в состав эпоса «Калевала». В дневниковых записях своего второго путешествия по Карелии в 1832—1834 годах, Элиас Лённрот писал: «О Вяйнямейнене и некоторых других мифологических персонажах он (Киелевяйнен) рассказал много таких подробностей, которых я раньше не знал… Таким образом, я узнал о всех подвигах Вяйнямейнена в единой последовательности. И так я расположил все песни о Вяйнямейнене, которые известны».
В 1839 году в Войнице с Ваассилой Киевеляйненом встречался финский лингвист Матиас Кастрен, который отметил большую популярность рунопевца.

## Память
В 1995 году в деревне Войница рядом с местом, где в своё время стояла изба Ваассилы Киелевяйнена, был открыт памятник рунопевцам — «Камень Ваассилы» (скульптор Мартти Айха, Финляндия). Памятник установлен Карельским просветительским обществом (Karjalan Sivistysseura) в сотрудничестве с обществом «Калевалы» (Kalevalaseura). От самого дома Киелевяйнена виднеются лишь остатки печи.